# Hans Döllgast
Hans Döllgast (ur. 1 kwietnia 1891, zm. 18 marca 1974) – niemiecki architekt, grafik, projektant mebli i wnętrz, zawodowo związany głównie z Monachium.
W latach 1910–1914 studiował na Uniwersytecie Technicznym w Monachium. W latach 1919–1926 pracował w prywatnych zakładach architektonicznych, w 1927 roku został niezależnym architektem. W latach 1929–1957 był związany z Uniwersytetem Technicznym w Monachium. Początkowo prowadził zajęcia z projektowania wnętrz, później także z rysunku architektonicznego i sztuki przestrzennej. Przed wybuchem II wojny światowej opracowywał plany kościołów i osiedli mieszkaniowych. W 1939 roku uzyskał tytuł profesora architektury.
Podczas II wojny światowej współpracował z nadburmistrzem Torunia Franzem Jakobem. Wraz z prof. Karlem Gruberem z Technische Universität Darmstadt, Paulem Baumgartenem w 1940 roku opracował plan przebudowy Torunia. Döllgast zaprojektował m.in. dom kultury, centrum sportowe, cmentarz centralny, ujednolicenie zabudowy Rynku Staromiejskiego i Nowomiejskiego, gmachy publiczne (urząd pracy, urząd miasta, urząd ogrodu). Jest autorem również dwóch projektów hotelu. Pierwszy plan pochodzi z 1940 roku. Hotel miał znaleźć się w pobliżu mostu drogowego, Koszar Racławickich i Krzywej Wieży. Drugi projekt powstał w 1943 roku. W 1943 roku stworzył projekt Volksdeutschenmal (Domu Volksdeutscha), który miał odzwierciedlać siłę III Rzeszy. Opracował również projekty wnętrz Dworu Artusa i Ratusza Staromiejskiego. Jego szkice znajdują się w zbiorach Archiwum Państwowego w Toruniu oraz biblioteki Uniwersytetu Technicznego w Monachium.
W 1943 roku został profesorem zwyczajnym Uniwersytetu Technicznego w Monachium. W latach 1945–1957 był rektorem tejże uczelni.
Po II wojnie światowej pracował nad odbudową zbombardowanego podczas II wojny światowej Monachium. Zasłynął z opracowania rekonstrukcji Starej Pinakoteki, ukończonej w 1957 roku. W 1955 roku przygotował plan naprawy Starego Cmentarza Północnego.
W 1957 roku otrzymał Order Zasługi Republiki Federalnej Niemiec. W tym samym roku został członkiem Akademii Sztuk Pięknych w Monachium. 
W 1987 roku ukazała się monografia poświęcona Döllgastowi. Praca ta przemilcza temat współpracy architekta z niemieckimi władzami okupacyjnymi Torunia podczas II wojny światowej.